# Haruki Uemura
Haruki Uemura, född den 14 februari 1951 i Shimomashiki, Japan, är en japansk judoutövare.
Han tog OS-guld i den öppna viktklassen i samband med de olympiska judotävlingarna 1976 i Montréal.